# Rolf Stål
Rolf Stål var en serie som blev publicerad i veckotidningen Såningsmannen från nr 52, 1952 till nr 30, 1953, med titeln Äventyr i världsrymden. Serien beskrevs som ”en svensk originalserie av W. Semson", och var publicerad i svartvitt. Ingenstans framgick att det var Eugen Semitjov som låg bakom serien.
65 år senare (2019) blev serien återutgiven i sin helhet i en samlingsvolym från Harnby förlag.